# Слийпърс
„Слийпърс“ (на английски: Sleepers) е американски игрален филм от 1996 година по сценарий, продукция и режисура на Бари Левинсън и е базиран по романа на Лоренцо Каркатера със същото име. Във филма участват Кевин Бейкън, Джейсън Патрик, Брад Пит, Робърт Де Ниро, Джъстин Хофман, Мини Драйвър и Виторио Гасман.

## В България
Един от първите му дублажи е от видеоразпространителя Тандем Видео през 1997 г. Вторият дублаж е от Българската национална телевизия през 2002. Третият дублаж е от „Диема Вижън“. В него участват Васил Бинев, Николай Николов и Христо Узунов.
В България филмът е излъчен на 4 юли 2021 г. по „Фокс“ с български войсоувър дублаж на „Доли Медия Студио“.